# 1783 en architecture
| Années de l'architecture : 1780 - 1781 - 1782 - 1783 - 1784 - 1785 - 1786    |
| Décennies de l'architecture : 1750 - 1760 - 1770 - 1780 - 1790 - 1800 - 1810 |

Cet article présente les faits marquants de l'année 1783 en architecture.

## Réalisations

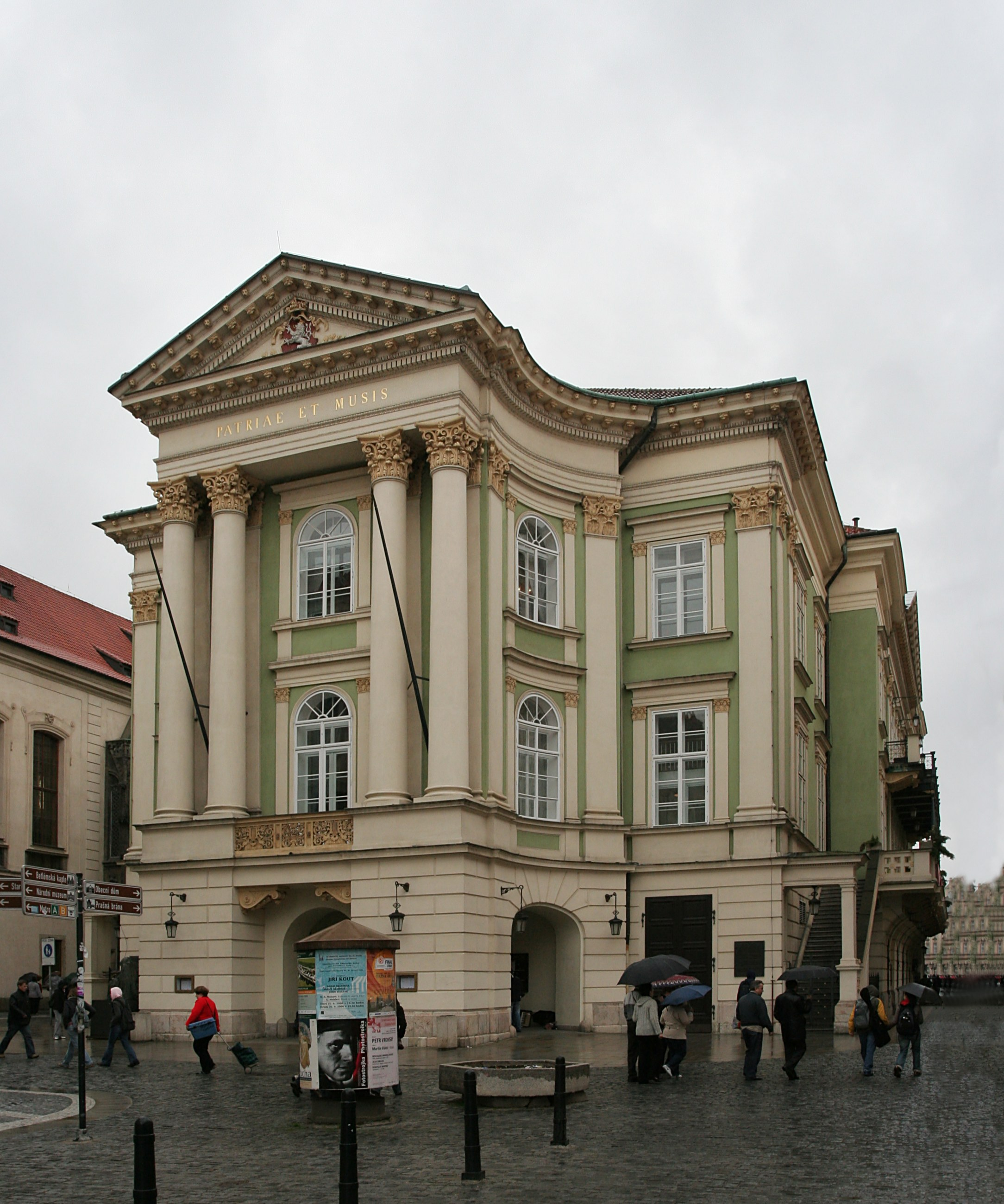
Le Théâtre des États en 2006.

- Le Théâtre des États à Prague.

## Événements
- x

## Récompenses
- Prix de Rome : Auguste de Saint-Hubert.

## Naissances
- 28 avril : Jean-Jacques-Marie Huvé  (†1852).
- 6 décembre : Auguste Caristie († 5 décembre 1862).

## Décès
- 24 juillet : Firmin Perlin (°1747).